# 银山 (阿拉巴马州)
银山（英語：Silverhill），是美国阿拉巴马州下属的一座城市。面积约为1.2平方英里（约合3.1平方公里）。根据2010年美国人口普查，该市有人口706人，人口密度为589.81/平方英里（约合227.74/平方公里）。